# Ronde van Frankrijk 2008/Derde etappe

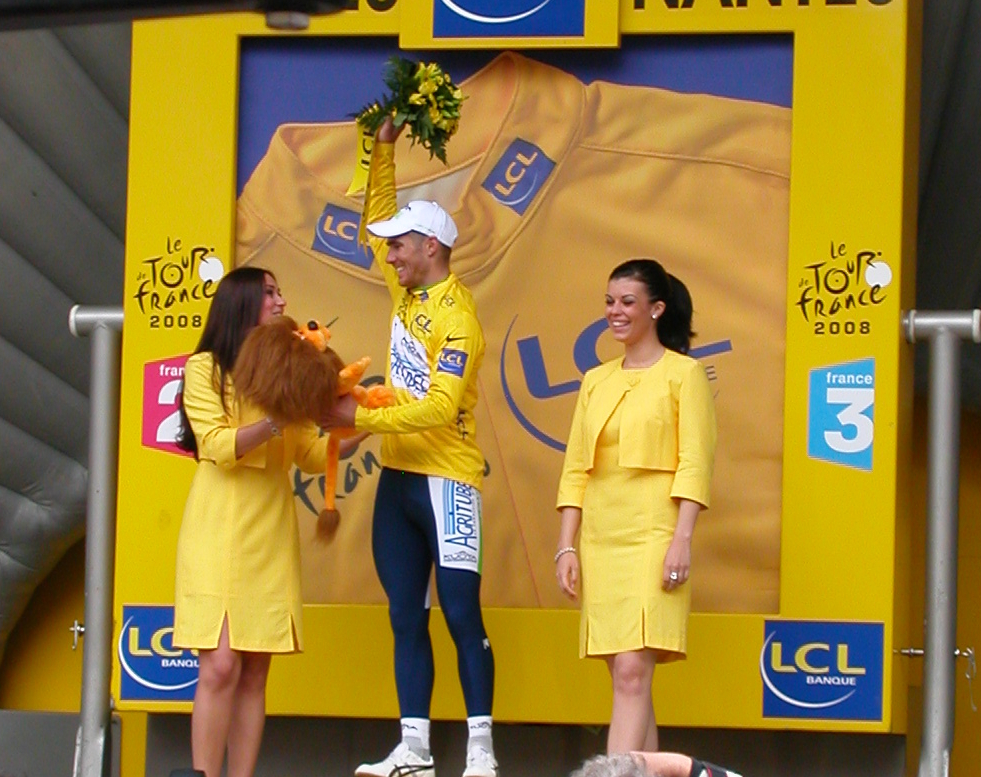
Romain Feillu is de nieuwe drager van de gele trui.

De derde etappe van de Ronde van Frankrijk 2008 werd verreden op 7 juli 2008 over een afstand van 208 kilometer tussen Saint-Malo en Nantes. Het was samen met de vijfde etappe de vlakste etappe, er werd immers geen enkele klim gedaan.
Zowel de start- als de finishplaats zijn al vaak aangedaan door de Ronde van Frankrijk. Saint-Malo was al zeven maal etappeplaats, Nantes zelfs dertig keer.

## Verloop
De start van de etappe vond plaats rond halfeen. De etappe begon met dezelfde 179 renners als in de tweede etappe. Het peloton was nog maar net op gang gekomen of vier renners wisten te ontsnappen. Paolo Longo Borghini, Samuel Dumoulin, William Frischkorn en Romain Feillu kwamen door een goede samenwerking al snel op grote voorsprong. Na 85 kilometer hadden de vier een voorsprong van 15 minuten op het peloton, die ze echter niet zo groot wisten te behouden. Met nog minder dan 50 regenachtige kilometers te rijden was de voorsprong op het peloton geslonken tot 7 minuten. Door een valpartij viel de meute uiteen in drie groepen en liep Rabobankrenner Denis Mensjov in de tweede groep achterstand op, net als de Italiaanse klimmer Riccardo Riccò. De voorsprong van de vier leiders liep gaandeweg wel terug, maar met nog zes kilometer te rijden was de voorsprong van drie minuten niet meer in te halen. Dumoulin en Feillu vielen om beurten aan: Dumoulin op anderhalve kilometer van de streep, Feillu net voorbij de rode vlag van de laatste kilometer. Longo Borghini moest lossen, maar Frischkorn counterde hun aanvallen. In de eindsprint was Dumoulin de sterkste. De schade van Mensjov tegenover de klassementsrijders bedroeg uiteindelijk 38 seconden.
In deze etappe moest de Spanjaard Ángel Gómez de Tour verlaten. Hij kwam in botsing met een verkeersbord. Ook favoriet Cadel Evans kwam tijdens de etappe ten val, al in de eerste kilometer viel hij. Behalve een sneetje in zijn hand had dit echter geen gevolgen. In het algemeen klassement is Feillu de nieuwe koploper. Alejandro Valverde, die in de gele trui reed, zakte naar de vierde plaats in het klassement. In het puntenklassement en het bergklassement bleven respectievelijk Kim Kirchen en Thomas Voeckler bovenaan staan. Omdat Feillu ook de nieuwe leider van het jongerenklassement is, zal de nummer twee in dit klassement, Andy Schleck, in de vierde etappe in de witte trui rijden. Het rode rugnummer was na deze etappe voor Frischkorn, en zijn ploeg, Team Garmin - Chipotle, staat bovenaan het ploegenklassement.

### Tussensprints
| Tussensprint Saint-Piat na 21,5 km |                      |        |
| Plaats                             | Naam                 | Punten |
| Winnaar                            | Samuel Dumoulin      | 6      |
| 2                                  | Paolo Longo Borghini | 4      |
| 3                                  | Romain Feillu        | 2      |

| Tussensprint Bécherel na 48,5 km |                      |        |
| Plaats                           | Naam                 | Punten |
| Winnaar                          | Paolo Longo Borghini | 6      |
| 2                                | Romain Feillu        | 4      |
| 3                                | William Frischkorn   | 2      |

| Tussensprint Montauban-de-Bretagne na 62 km |                    |        |
| Plaats                                      | Naam               | Punten |
| Winnaar                                     | William Frischkorn | 6      |
| 2                                           | Romain Feillu      | 4      |
| 3                                           | Samuel Dumoulin    | 2      |

## Uitslag
| rang | renner               | land                | ploeg                  | tijd       |
| ---- | -------------------- | ------------------- | ---------------------- | ---------- |
| 1    | Samuel Dumoulin      | Frankrijk           | Cofidis                | 5u 05' 27" |
| 2    | William Frischkorn   | Verenigde Staten    | Team Garmin - Chipotle | z.t.       |
| 3    | Romain Feillu        | Frankrijk           | Agritubel              | z.t.       |
| 4    | Paolo Longo Borghini | Italië              | Team Barloworld        | op 14"     |
| 5    | Robbie McEwen        | Australië           | Silence-Lotto          | op 2' 03"  |
| 6    | Erik Zabel           | Duitsland           | Team Milram            | z.t.       |
| 7    | Óscar Freire         | Spanje              | Rabobank               | z.t.       |
| 8    | Thor Hushovd         | Noorwegen           | Crédit Agricole        | z.t.       |
| 9    | Robert Förster       | Duitsland           | Team Gerolsteiner      | z.t.       |
| 10   | Mark Cavendish       | Verenigd Koninkrijk | Team Columbia          | z.t.       |

## Algemeen klassement
| rang | renner               | land                | ploeg                  | tijd        |
| ---- | -------------------- | ------------------- | ---------------------- | ----------- |
|      | Romain Feillu        | Frankrijk           | Agritubel              | 13u 27' 05" |
| 2    | Paolo Longo Borghini | Italië              | Team Barloworld        | op 35"      |
| 3    | William Frischkorn   | Verenigde Staten    | Team Garmin - Chipotle | op 1'42"    |
| 4    | Alejandro Valverde   | Spanje              | Caisse d'Epargne       | op 1'45"    |
| 5    | Kim Kirchen          | Luxemburg           | Team Columbia          | op 1'46"    |
| 6    | Óscar Freire         | Spanje              | Rabobank               | z.t.        |
| 7    | Jérôme Pineau        | Frankrijk           | Bouygues Télécom       | z.t.        |
| 8    | David Millar         | Verenigd Koninkrijk | Team Garmin - Chipotle | z.t.        |
| 9    | Cadel Evans          | Australië           | Silence-Lotto          | z.t.        |
| 10   | Filippo Pozzato      | Italië              | Liquigas               | z.t.        |

## Strijdlustigste renner
| renner             | land             | ploeg                  |
| ------------------ | ---------------- | ---------------------- |
| William Frischkorn | Verenigde Staten | Team Garmin - Chipotle |

## Nevenklassementen

### Puntenklassement
| rang | renner       | land      | ploeg           | punten |
| ---- | ------------ | --------- | --------------- | ------ |
|      | Kim Kirchen  | Luxemburg | Team Columbia   | 69     |
| 2    | Thor Hushovd | Noorwegen | Crédit Agricole | 64     |
| 3    | Óscar Freire | Spanje    | Rabobank        | 55     |

### Bergklassement (vandaag geen punten te verdienen)
| rang | renner           | land      | ploeg                            | punten |
| ---- | ---------------- | --------- | -------------------------------- | ------ |
|      | Thomas Voeckler  | Frankrijk | Bouygues Télécom                 | 19     |
| 2    | Sylvain Chavanel | Frankrijk | Cofidis, Le Crédit par Téléphone | 11     |
| 3    | Björn Schröder   | Duitsland | Team Milram                      | 9      |

### Jongerenklassement
| rang | renner         | land      | ploeg              | tijd        |
| ---- | -------------- | --------- | ------------------ | ----------- |
|      | Romain Feillu  | Frankrijk | Agritubel          | 13h 27' 05" |
| 2    | Andy Schleck   | Luxemburg | Team CSC-Saxo Bank | op 1' 52"   |
| 3    | Joeri Trofimov | Rusland   | Bouygues Télécom   | z.t.        |

### Ploegenklassement
| rang | Ploeg                            | land             | tijd        |
| ---- | -------------------------------- | ---------------- | ----------- |
|      | Team Garmin - Chipotle           | Verenigde Staten | 40h 24' 42" |
| 2    | Cofidis, Le Crédit par Téléphone | Frankrijk        | op 41"      |
| 3    | Barloworld                       | Groot-Brittannië | op 1' 16"   |